# Jeff Dunham
Jeff Dunham (* 18. dubna 1962 Dallas, Texas) je americký břichomluvec a sólový komik. Absolvoval Baylorovu univerzitu. Vystupoval ve velkém množství komedií. Své břichomluvecké umění provozuje s pomocí loutek, mezi které patří: Walter, Melvin, Bubba J, Achmed, Sweet Daddy D, José a populární Peanut.

## Achmed – mrtvý terorista
Achmed – mrtvý terorista (anglicky: Achmed the Dead Terrorist) je kostra teroristy s bradkou a bílým turbanem. Dunham ho používá pro komediální vystoupení, které se odvíjí od současného problému terorismu. Je známý vykřikováním: „Ticho! Zabiju vás!“ (V originále: „Silence! I keel you!“ místo správného „I kill you!“ je zde využito podobností anglické výslovnosti písmen „i“ a „e“, podobně jako u další Jeffovy loutky Jose Jalapeno na klacku, v originále Jose Jalapeno On a Steek, (místo správného On a Stick) pokaždé, když se mu obecenstvo směje.
Achmed se během vystoupení dozví, že je mrtvý. Vzpomene si, že by podle koránu měl získat 72 pannen, podívá se do obecenstva a říká: „Vy jste moje panny? Doufám, že ne!“. Když se ho Dunham ptá proč, Achmed odpovídá: „je tam hromada pěkně odporných chlapů“ a „jestli je tohle ráj, tak se mnou vydrbali!“ Dunham na to reaguje: „Říkali, že to budou panny pouze ženského pohlaví?,“ počemž si Achmed uvědomí, že pohlaví pannen nebylo přesně řečeno a řekne: „Do p-dele!“, načež dodá „počkat, mohl bych mít Claye Aikena!“ v čemž naráží na údajnou Aikenovu homosexualitu (což Aiken popírá). Achmed vypadá jako muslim, což ale odmítá. Když odpovídá na tuto otázku odpoví: „Podívej na můj zadek, je tam napsáno: Made in China.“ Achmed se taky bojí Waltera, s kterým sdílí kufr. Tvrdí o něm: „Saddámův nervový plyn je nic proti Walterovým prdům!“
Achmed je sebevražedný atentátník, který podstoupil výcvik v sebevražedně-atentátnickém táboře („Suicide Bomber Training Camp“). Vypráví o něm, že to bývalo pěkné místo dokud nepřijali jednoho nováčka, který „zkoušel nacvičovat.“ Výcvikový tábor podle něj neláká nové atentátníky na motto „Hledáme pár dobrých chlapů“, ale na motto „Hledáme pár idiotů bez budoucnosti.“ V otázce, kde berou rekruty, zmiňuje horkou linku sebevrahů („Suicide Hotline“).
Přestože Achmed vypráví spoustu útočných vtipů (které okomentoval: „Jsem mrtvý, tak co mi je do toho“), očividně jeho osudová nehoda v něm zanechala známky kajícnosti. To se projeví, když naříká: „jsem strašně špatný bombový atentátník.“ Následně vysvětluje: „Měl jsem předčasnou detonaci. Nastavil jsem čas na 30 minut, ale bouchlo to za 4 sekundy,“ načež směrem k Dunhamovi dodá: „Znáš ten pocit, co? Pane Hurikán!“, což je narážka na dialog mezi Dunhamem a postavou Waltera, které se svěřil, že mu tak někdy říká jeho manželka. Ve speciálu Bombičky (Jingle Bombs) je naznačeno, že spíše než na následky výbuchu zemřel proto, že byl zastřelen, když zpívá: „tam jsem dostal kulkou do zad od americkýho vojáka.“
Dunham a Achmed připravili vánoční speciál, ve kterém Achmed zpívá „Bombičky“ („Jingle Bombs“) „bin Laden přichází k nám“ („bin Laden Is Coming to Town“), „Ó, svaté svinstvo“ („O Holy Crap“) a svou oblíbenou „Ticho! noc“ („Silence! Night“).
Achmed byl představen koncem roku 2001, krátce po útocích z 11. září. V tu dobu byl představen jako Usáma bin Ládin, jelikož nebylo známo, zda bin Ládin přežil útok na Tora Bora. Představení však nebylo příliš úspěšné, v atmosféře po teroristických útocích. Později bylo umístěno na YouTube, kde se okamžitě stalo hitem. V současné době video bylo zhlédnuto více než 120 milion krát. Jedná se o jedno z nejpopulárnějších videí na YouTube.